# Georg Fürst
Georg Fürst (* 23. März 1870 in Feuchtwangen; † 5. Februar 1936 in Pasing, heute zu München) war ein deutscher Komponist und gilt als einer der bedeutendsten bayerischen Militärmusiker. Sein bekanntestes Werk ist der Badonviller-Marsch, den er 1914 während des 1. Weltkriegs schrieb. Aufgrund der späteren Verwendung als Auftrittsmarsch Adolf Hitlers wird der Marsch und auch das Gesamtwerk Fürsts seit 1945 nur noch wenig aufgeführt.

## Leben
Fürst stammte aus Feuchtwangen in Mittelfranken und wuchs dort in einer musikalisch geprägten Familie auf. Nach einer soliden Ausbildung trat er 1889 als Trompeter in das Musikkorps des bayerischen Infanterie-Leibregiments in München ein, wo sein musikalisches Talent bald erkannt und von seinem Vorgesetzten Max Högg gefördert wurde. Er ermöglichte Fürst ein Studium an der Akademie für Tonkunst in München. Der weitere Werdegang führte ihn dann kurzzeitig als stellvertretenden Musikmeister zum bayerischen 2. Jägerbataillon nach Straubing und dann 1902 als Musikmeister zum bayerischen 5. Infanterieregiment nach Bamberg.
Am 11. November 1911 kam er auf dem Höhepunkt seiner Karriere zurück nach München und übernahm von seinem Mentor Högg als Obermusikmeister die Leitung des Musikkorps des Infanterie-Leibregiments. Insbesondere wegen seiner ausgezeichneten Haltung bei den Wachaufzügen in der Residenzstadt wurde er bald zu einer der populärsten Persönlichkeiten des Münchner Militärs. Besonders während des Ersten Weltkriegs komponierte er eine Vielzahl an Militärmärschen, von denen die meisten nach den Orten von Gefechten benannt sind, an denen er mit dem Leibregiment teilgenommen hatte. Er behielt seine Beliebtheit als Musiker und Komponist auch zur Zeit der Reichswehr und der Wehrmacht. So leitete er als Obermusikmeister das Musikkorps des I. Bataillons des 19. (Bayerischen) Infanterie-Regiments, nach der Teilung des Regiments 1934 das Musikkorps des Infanterie-Regiments München. Es waren dies beides jene Einheiten, die die Tradition des Infanterie-Leibregiments pflegten. Kurz nach seinem von zahlreichen Ehrungen begleiteten Abschied verstarb er 1936.
Fürst war bis zu seinem Tod Mitglied des FC Bayern München.

## Problematik
Zu Georg Fürsts Werken zählt auch der Badonviller-Marsch aus dem Jahr 1914, zur Erinnerung an den Angriff bayerischer Truppen auf den französischen Ort Badonviller komponiert. Dieser Marsch gelangte unter dem Titel Badenweiler Marsch ungewollt zu problematischer Berühmtheit, da Adolf Hitler ihn später zu seinem persönlichen Auftrittsmarsch bestimmte. Wohl aufgrund dieser Verbindung zur Zeit des Nationalsozialismus gerieten sowohl Georg Fürst als auch seine Kompositionen nach dem Zweiten Weltkrieg zum großen Teil in Vergessenheit. Erst in jüngerer Zeit sind wieder Neuaufnahmen seiner Marschkompositionen entstanden, die hinter anderen Namen der deutschen Militärmusik wie Gottfried Piefke oder Hermann Ludwig Blankenburg nicht zurückstehen brauchen.

## Werke
Quelle: William H. Rehrig: The heritage encyclopedia of band music: composers and their music. Band 1. Bearb.: Paul E. Bierley. Integrity Press, Westerville 1991, ISBN 978-0-918048-08-0, S. 265.
- Albert-Marsch
- Am Tagliamento – Marsch [auch Urlaubsgrüsse]
- An der Piave – Marsch [auch Mit leichtem Gepäck]
- An der Putna [auch Unter Südlicher Sonne]
- ASC-Marsch
- Badonviller-Marsch (1914)
- Batinesti-Marsch [auch Mit Frohem Mut]
- Bayrischzeller Ski-Club-Marsch
- Eherne Wehr
- 1. Kompanie-Marsch
- Einzugsmarsch
- Épehy-Marsch
- Erinnerung an Siebenbürgen
- Excellenz von Schoch – Marsch
- Fahnen-Marsch
- FC Bayern-Marsch
- Fest-Ouverture zum 100-jährigen Jubiläum des Inf.-Leib-Rgts.
- Fleury-Marsch
- Gen. Frhr. von Kress-Marsch
- Gen. Krafft v. Delmensingen-Marsch
- Gen. Ritter v. Epp-Marsch
- Gen. v. Ruith-Marsch
- Generalleutnant Ritter von Leeb-Marsch
- Gipfelstürmer [auch Alpenkorps]
- Graf v. Zech-Marsch
- Großherzog Ernst Ludwig von Hessen-Marsch
- Gruß an Bamberg
- Gruß an München
- Gruß an Straubing
- Heil Dir Bavaria
- Inama-Marsch
- In den Dolomiten – Marsch
- Isonzo-Marsch [auch Schneidige Schützen]
- Jägerblut Gebirgsjäger Marsch
- Kemmel-Marsch
- König Ludwig III.-Marsch
- Kopf Hoch!
- Die Leiber im Weltkrieg – Potpourri
- Das Leibregiment in Serbien
- Maria Theresia – Gavotte
- Markomannen-Marsch
- Max Josef Ritter Marsch
- Die Militärmusikfreunde
- Muncelul-Marsch
- Oberst Adam-Marsch
- Oberst Graf-Marsch
- Oberst Heinecker-Marsch (1907)
- Oberst Kübler-Marsch
- Oberst Nagelsbach-Marsch
- Oberst von Pechmann-Marsch
- Oberst-Prager-Marsch [auch Fahrt ins Blaue]
- Odobesti-Marsch
- Oberstleutnant Kriebel-Marsch
- Oberstleutnant von Löffelholz-Marsch
- Oberstleutnant Wäger-Marsch
- Parole Heimat
- Prinz Eugen-Marsch
- Prinz-Heinrich-Marsch [auch Ehrenwache]
- Die Residenzwache
- Ritter-von-Schoch-Marsch [auch Deutsche Heimat]
- Roter-Turm-Pass-Marsch
- Saarburger Marsch [auch Sturm auf Saarburg]
- Schönes Bayernland
- Siegerehrung
- Soldatenlieder – Marsch
- Soldatenlust – Marsch
- Die tapferen Bayern
- Trauermarsch
- Unter Bayerns Rautenbanner – Fanfarenmarsch
- Vimy-Marsch
- Wittelsbacher-Marsch
- Wittelsbacher Fanfare – Fanfarenmarsch
- 19er-Marsch